# فريدي ميتشيل
فريدي ميتشيل (بالإنجليزية: Freddie Mitchell)‏ هو لاعب كرة قدم أمريكية أمريكي، ولد في 28 نوفمبر 1978 في ليكلاند في الولايات المتحدة.

## وصلات خارجية
- فريدي ميتشيل على موقع إي إس بي إن.كوم (أن.أف.أل)3
- فريدي ميتشيل على موقع مرجع كرة القدم المحترفة.كوم (الإنجليزية)